# Francisco Leite Neto
Francisco Leite Neto (Riachuelo, 14 de março de 1907 – Rio de Janeiro, 10 de dezembro de 1964) foi um odontólogo, advogado, professor, jornalista e político brasileiro que representou Sergipe no Congresso Nacional.

## Dados biográficos
Filho de Sílvio César Leite e Lourença Rolemberg Leite. Aluno da Universidade Federal da Bahia abandonou o curso de Medicina, mas formou-se odontólogo e advogado na referida instituição. Professor da Universidade Federal de Sergipe, foi também jornalista e sob tal condição encontra-se entre os fundadores de A República e O Estado de Sergipe. Presidente da Associação Sergipana de Imprensa e membro da Academia Sergipana de Letras, é genro de Carvalho Neto e estreou na política elegendo-se deputado estadual constituinte em outubro de 1934, porém teve o mandato extinto pelo Estado Novo. Durante a interventoria de Erônides de Carvalho dirigiu a penitenciária do estado e lecionou na Escola Técnica de Comércio de Sergipe. Nas interventorias de Milton Azevedo e Augusto Maynard Gomes foi secretário-geral do estado, ingressou no PSD e a seguir chegou ao posto de interventor federal em Sergipe.
Eleito deputado federal em 1945, participou da Assembleia Nacional Constituinte que promulgou a Constituição de 1946 sendo reeleito em 1950, 1954 e 1958. Eleito senador em 1962, faleceu no exercício do mandato e sua cadeira foi entregue ao seu irmão, José Rollemberg Leite.